# Sauris cinerosa
Sauris cinerosa là một loài bướm đêm trong họ Geometridae.